# Iveco S-Way
Iveco S-Way — вантажні автомобілі, що виробляються компанією Iveco з 2019 року і прийшла на заміну Iveco Stralis.

## Опис

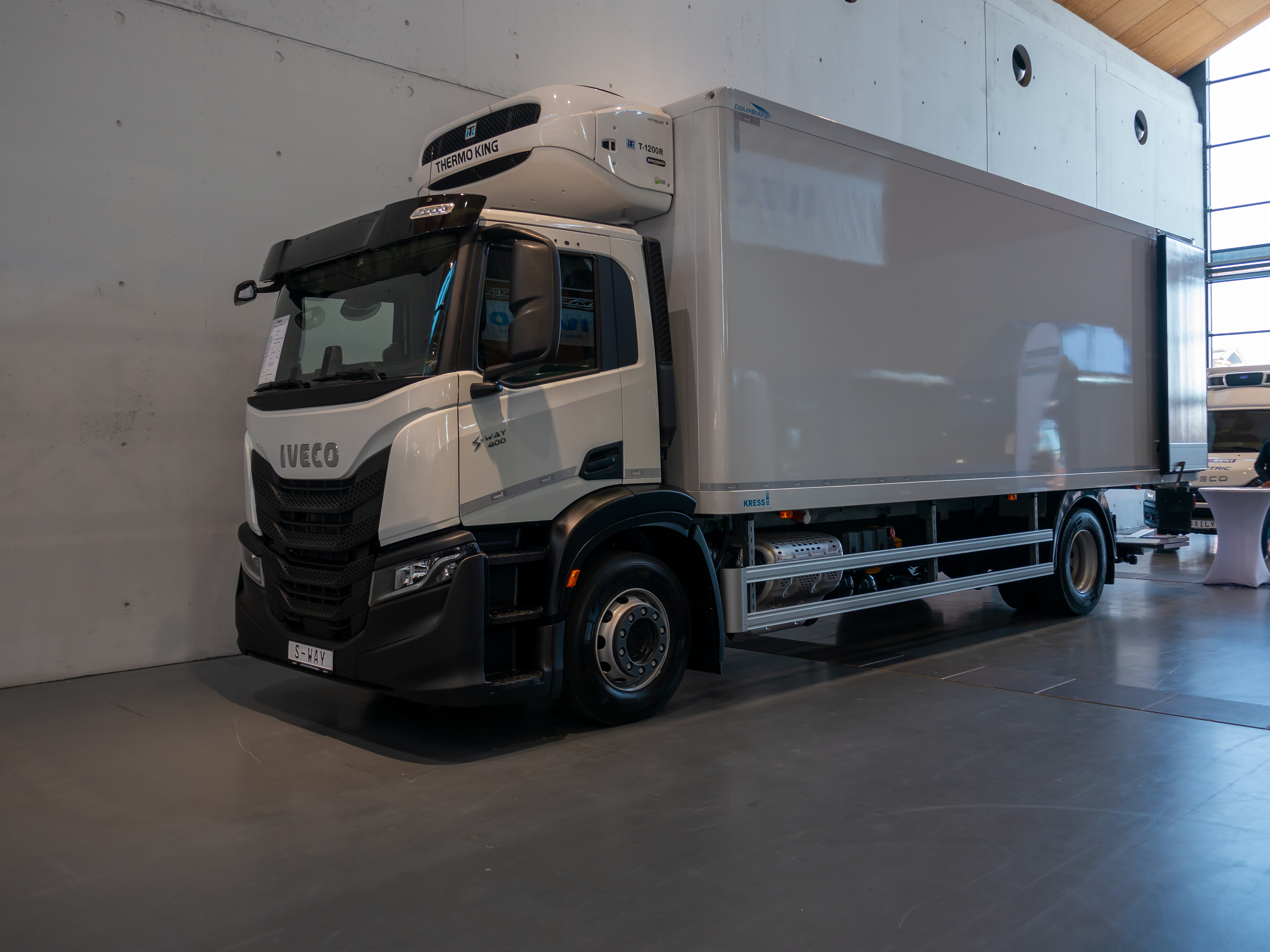
Iveco S-Way 400

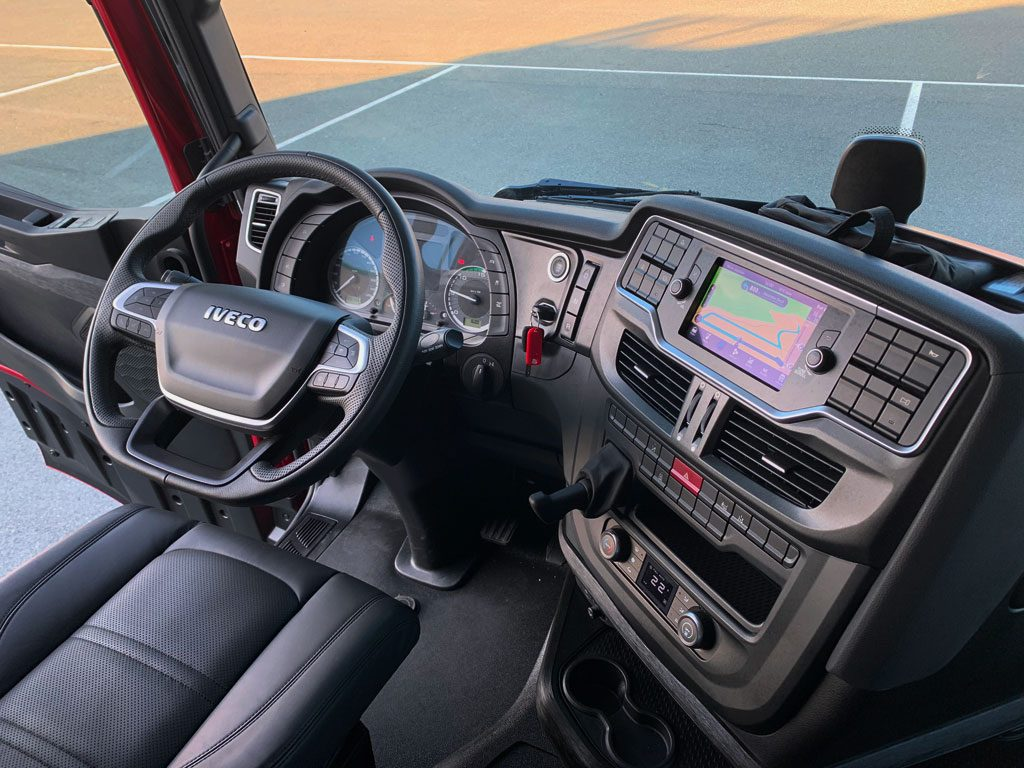
Iveco S-WAY

2 липня 2019 року дебютувало S-WAY, з новою кабіною і новими цифровими можливостями. Тепер власник вантажівки знає все, що відбувається з машиною в даний момент, а сервіс завчасно отримає повідомлення про те, що саме треба обслужити.
Вантажівки оснащуються спальною кабіною AS - шириною 2,5 м, з низьким (3,3 м) або високим дахом (3,8 м), спальною кабіною AT - шириною 2,3 м, з низьким (2,9 м) або високим дахом (3,55 м), короткою кабіною AD - шириною 2,3 м, з низьким дахом (2,55 м). Всередині кабіна еволюціонує, щоб забезпечити більше комфорту та зручності проживання. Таким чином підлога стає майже рівною, а внутрішня висота збільшується до 2,15 м. Інтер’єр має просту, орієнтовану на водія презентацію. Сенсорний мультимедійний екран оновлений і тепер підтримує Apple CarPlay і Android Auto. Кабіною можна керувати за допомогою програми My IVECO Easy Way, яка дозволяє активувати основні функції салону: відкривати двері та вікна, активувати та програмувати опалення тощо2. Підключені служби My Iveco Way Solution використовують службу Microsoft Azure3.
S-WAY комплектується 9-, 11- і 13-літровими двигунами Cursor (330-570 к.с.) та 9- і 13-літровими газовими двигунами Cursor Natural Power (340-460 к.с.). Вантажівки комплектують 12-ст. автоматичними трансмісіями Hi-Tronix від ZF.
Система прогностичного водіння IVECO HI-CRUISE GPS об'єднує керування асистуючими системами, такими як система руху накатом Eco-Roll, система прогностичного перемикання передач та прогностичний круїз-контроль, робота яких заснована на передовій технології GPS.
Iveco S-WAY, в якості опції, може бути укомплектований камерами заднього виду замість бічних дзеркал, як Mercedes-Benz Actros.

### S-eWay

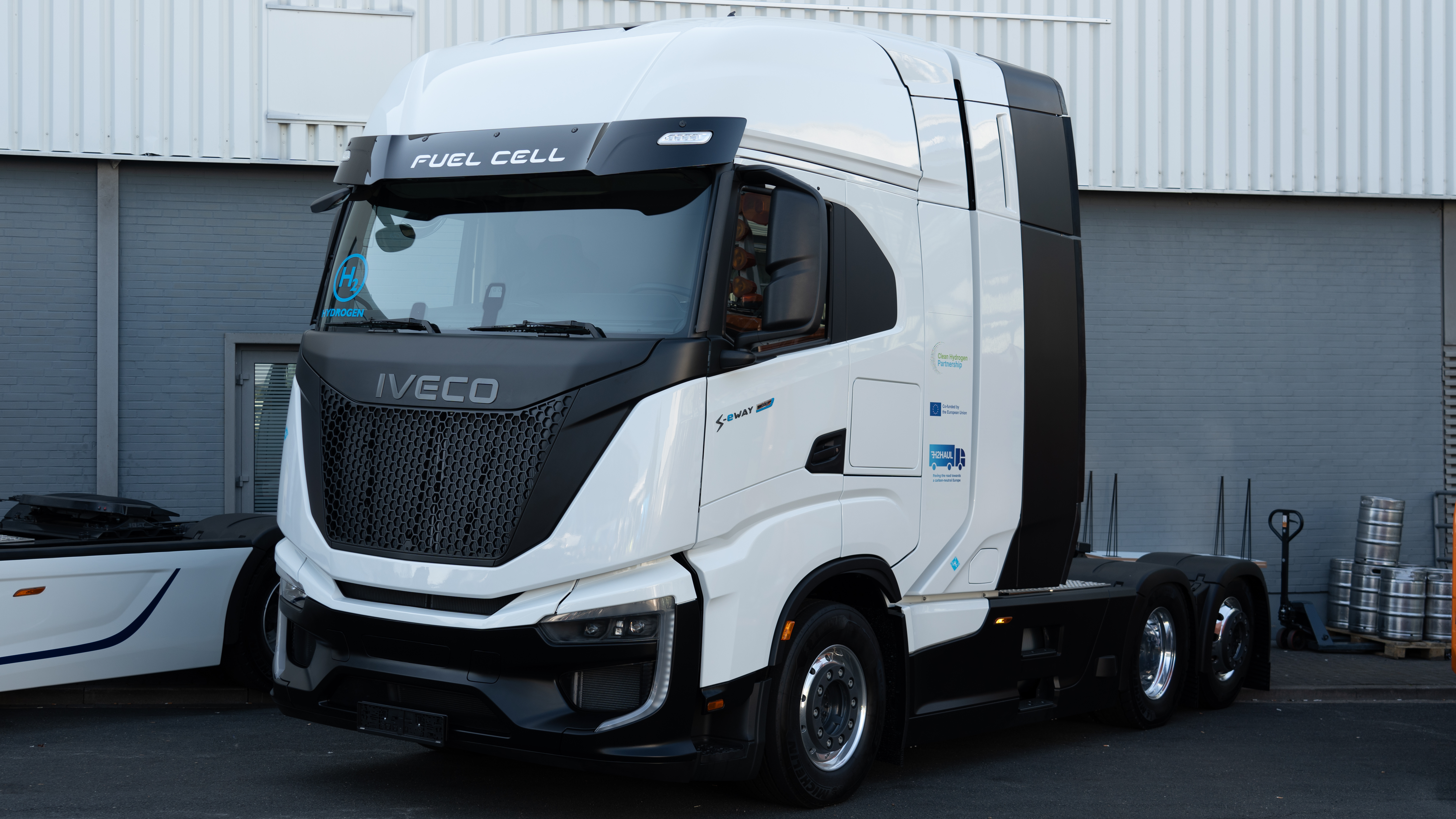
Iveco S-eWay

S-eWay — це перша потужна вантажівка з електричним програмним забезпеченням, розроблена та виготовлена компанією IVECO; він забезпечує запас ходу до 500 км при повному навантаженні та нормальних робочих умовах із 80% підзарядкою за 90 хвилин при швидкій зарядці 350 кВт.
Тягач представлений на виставці в Барселоні в листопаді 2023 року.

### X-WAY

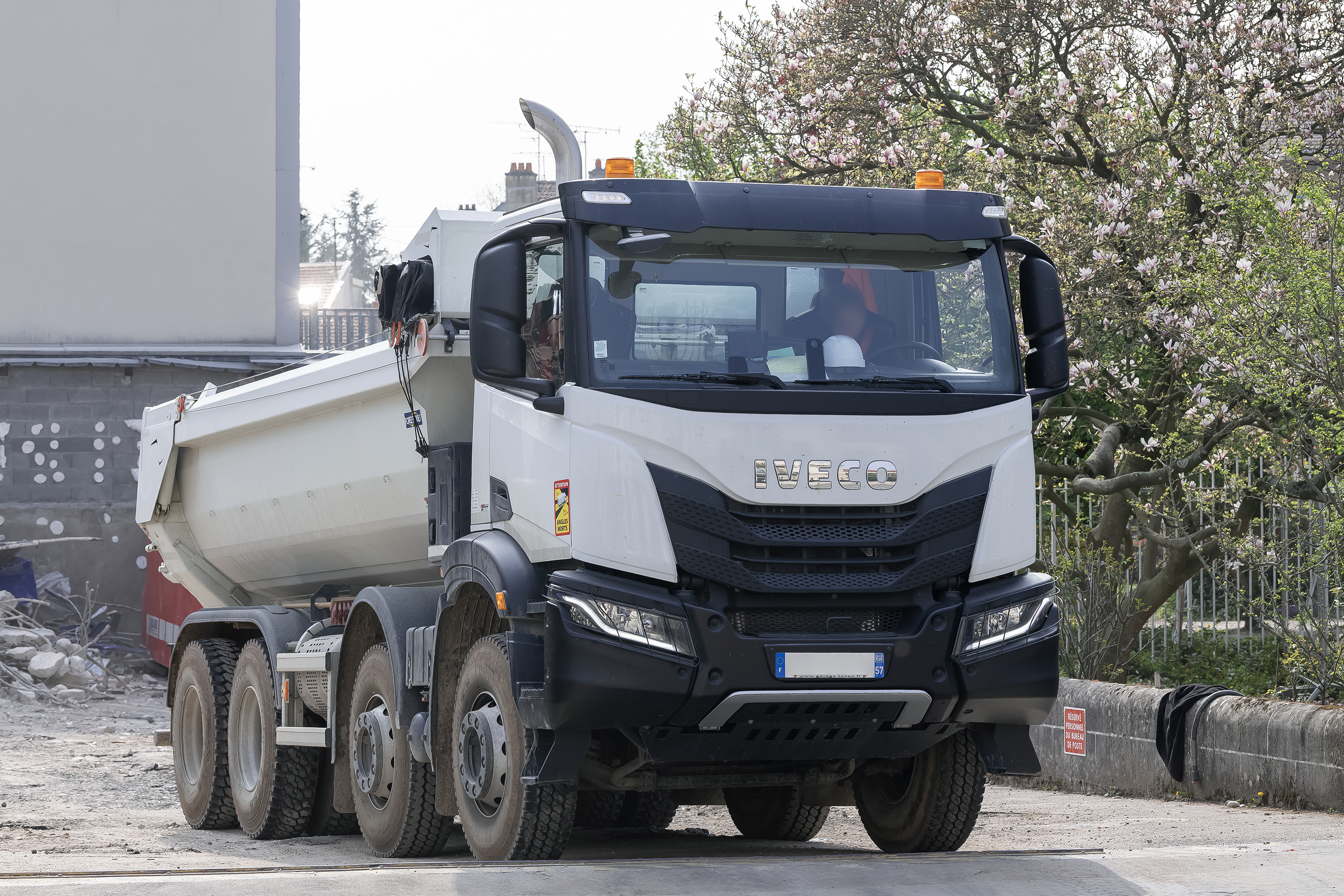
Iveco X-WAY 480

Iveco X-WAY - нове сімейство вантажівок для будівельного сегменту, які увібрали в себе найкраще від машин для важких дорожніх умов Iveco T-WAY та S-WAY.

### Двигуни
Усі двигуни Iveco S-WAY використовують систему очищення вихлопних газів SCR і відповідають стандарту викидів Євро 6d.
| Двигун       | Об'єм (л) | Потужність (к.с.) при (об/хв) | Крутний момент (Нм) при (об/хв) |
| ------------ | --------- | ----------------------------- | ------------------------------- |
| Дизель       |           |                               |                                 |
| Cursor 9     | 8,7       | 330 при 1655–2200             | 1400 при 1100–1655              |
| Cursor 9     | 8,7       | 360 при 1530–2200             | 1650 при 1200–1530              |
| Cursor 9     | 8,7       | 400 при 1655–2200             | 1700 при 1200–1655              |
| Cursor 11    | 11,1      | 420 при 1475–1900             | 2000 при 870–1475               |
| Cursor 11    | 11,1      | 460 при 1500–1900             | 2150 при 925–1500               |
| Cursor 11    | 11,1      | 480 при 1465–1900             | 2300 при 970–1465               |
| Cursor 13    | 12,9      | 510 при 1560–1900             | 2300 при 900–1560               |
| Cursor 13    | 12,9      | 570 при 1605–1900             | 2500 при 1000–1605              |
| Метан        |           |                               |                                 |
| Cursor 9 NP  | 8,7       | 340 при 2000                  | 1500 при 1100–1600              |
| Cursor 9 NP  | 8,7       | 400 при 2000                  | 1700 при 1200–1575              |
| Cursor 13 NP | 12,9      | 460 при 1900                  | 2000 при 1100–1600              |

## Спорт

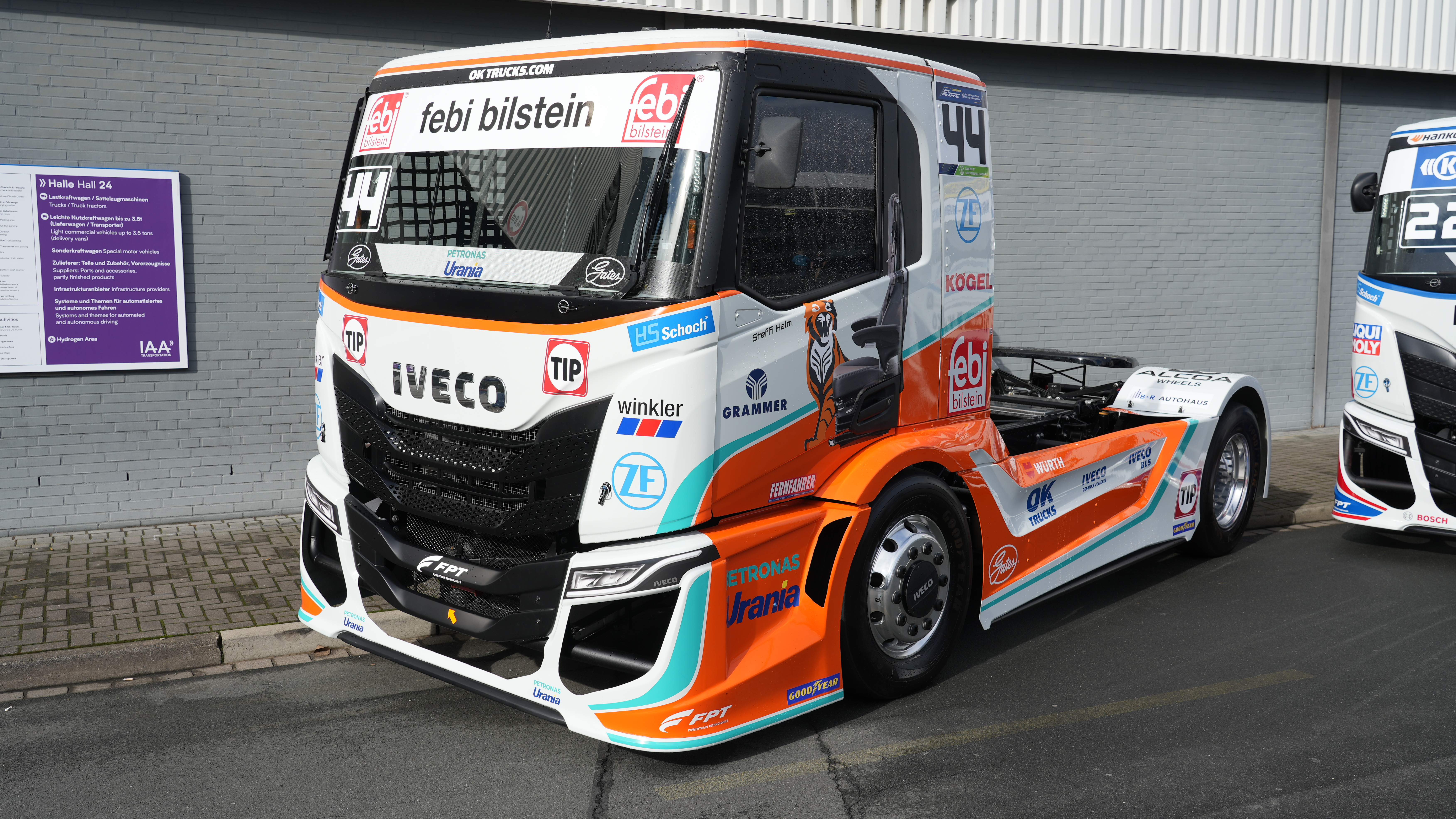
Iveco S-Way R Steffi Halm

З 2021 року гоночний болід Iveco S-WAY R бере участь в Чемпіонаті Європи з перегонів вантажівок (FIA European Truck Racing Championship).